# 船用燃料管理
船用燃料管理是一種測量、監控和報告船舶燃料使用情況的方法，其主要目標是減少燃料使用、提高運營效率和改善船隊管理。由於船用燃料成本的上漲以及政府對船隊產生的污染之監管力度不斷加大，船用燃料管理的重要性日益增強。
有效的船用燃料管理可了解下列情況：
- 可能使用多少燃料？

- 實際上使用多少燃料？

- 燃料是如何使用的？

- 哪些因素會影響燃料使用量？